# Universidad de París Descartes
La Universidad de París V René Descartes fue una universidad pública de investigación en París, Francia.
Fue fundada en el año 1971 como consecuencia de la Revolución Cultural Francesa en 1968, se subdivide en 10 facultades/institutos:
- Instituto de Psicología
- Facultad de Ciencias humanas y Sociales
- Facultad de Derecho y Ciencias Económicas
- Facultad de Medicina
- Facultad de Cirugía Dentaria
- Facultad de Ciencias Farmacéuticas y Biológicas
- Unidad de Formación e investigación biomédica de Saintes-Pères
- Unidad de Formación e investigación matemática e informática
- Unidad de Formación e investigación científica y tecnológica de la actividad física y deportiva
- Instituto universitario de Tecnología

Fusionó el 1 de enero de 2020 con la Universidad de París VII Denis Diderot para formar la nueva Universidad de París Cité.

## Alumni
- François Fillon
- Jeff Clavier fundador de SoftTech VC[4]
- Olivier Brandicourt Físico francés

## Puntos de interés
- Jardín Botánico, Universidad París V
- Museo de Anatomía Delmas-Orfila-Rouvière

## Galería de fotos

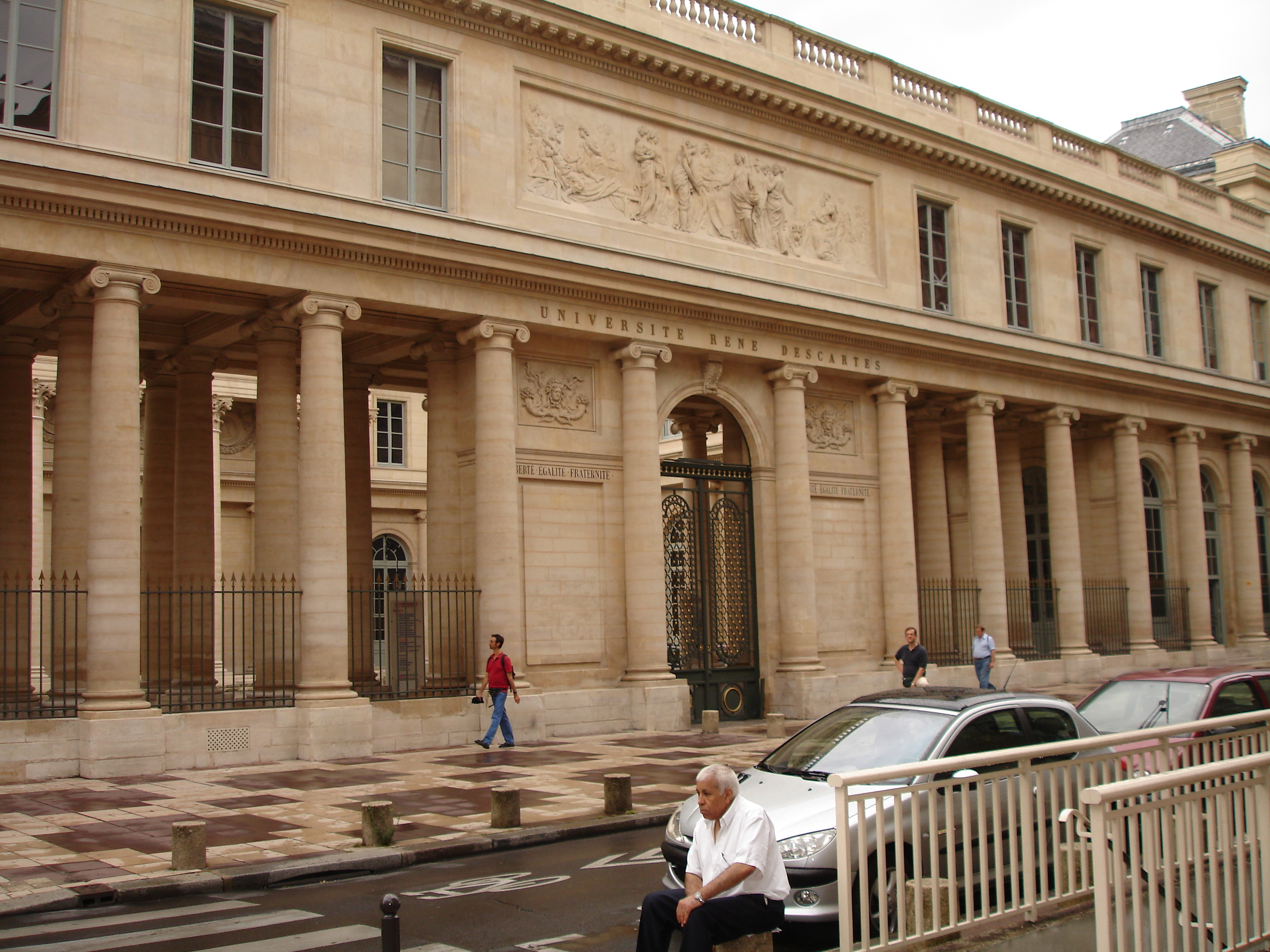
La histórica École de Chirurgie, ahora parte de la universidad.
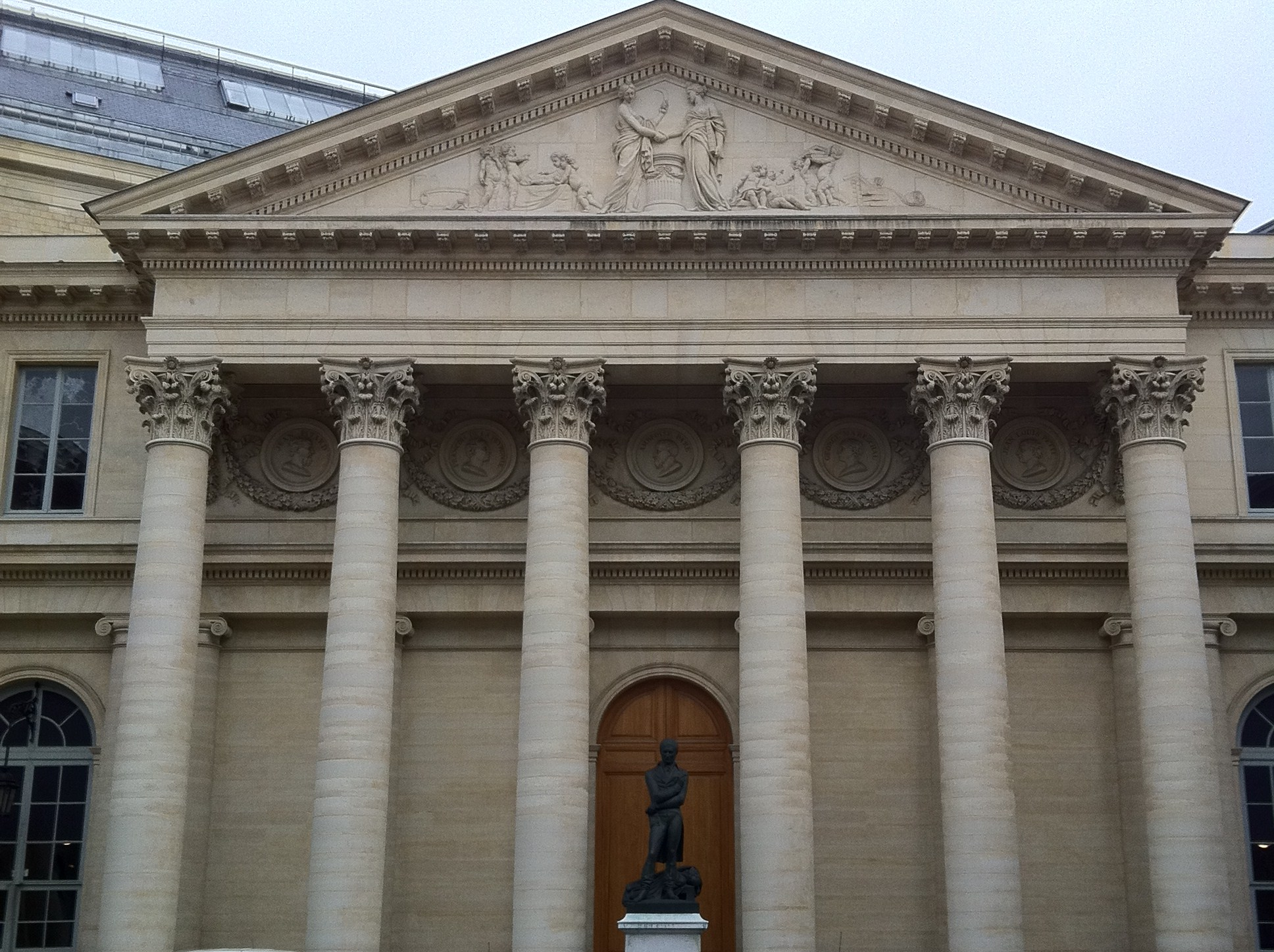
Fachada del famoso Teatro de Anatomía en la École de Chirurgie
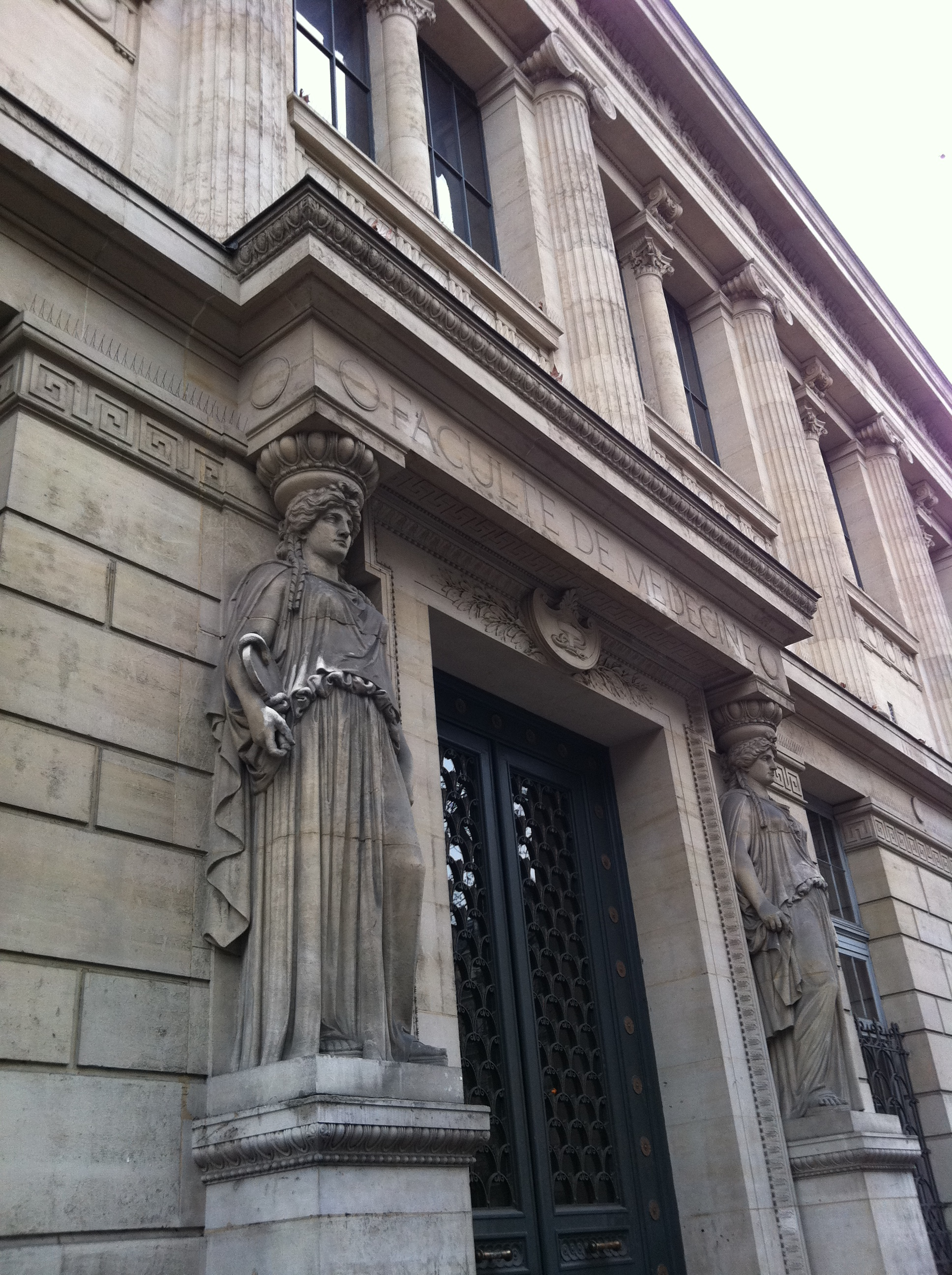
La facultad de Medicina en el bulevar Saint-Germain